# Lovec bouřek
Lovec bouřek (v originále Storm Catcher) je americký akční film z roku 1999, v němž hraje Dolph Lundgren a režie se ujal Anthony Hickox, který se ve filmu také objevuje. Novozélandská modelka a herečka Kylie Bax debutuje jako Jessica Holloway. Film vypráví příběh vzbouřeného generála, který plánuje bombardovat Washington, D.C., pomocí nového stealth stíhacího letounu. Film byl nejprve uveden na HBO a poté vydán přímo na video.

## Děj
Major Jack Holloway létá s novým americkým tajným stíhacím letounem "Phoenix" schopným stealth technologie, podporován ze země svým kamarádem Sparksem Johnsonem a ve vzduchu kopilotem Lucasem. Zatímco Hollowayův mentor, generál William Jacobs, brání agentům FBI Lockovi a Loadovi, aby špehovali jeho projekt, Holloway a Sparks si užívají odpočinku s Hollowayovou manželkou Jessicou a dcerou Nicole.
Ukázalo se, že Lucas je operativcem "Serpent Killers", pravicové skupiny uvnitř armády, a předstírá Hollowayovu identitu, aby ukradl Phoenix. Holloway je obviněn z vražd strážných, kteří měli stráž u letounu. Když je označen za vyvrhele, Holloway nejenže čelí vojenskému soudu, ale je také málem zabit, když je jeho vězeňský transport přepaden a vyhozen do vzduchu.
Holloway uprchne, aby očistil své jméno. Poté, co se spojí se svou rodinou, extremisté zastřelí Jessicu a později unesou Nicole. Jakmile Sparks přesvědčí Locka a Loada o Hollowayově nevinně, Lucas je postřelí a unese Sparka. Za spiknutím stojí Jacobs, který řekne Hollowayovi, že pokud chce znovu vidět Nicole živou, musí bombardovat Bílý dům.

## Obsazení
- Dolph Lundgren jako Major Jack Holloway
- Mystro Clark jako Kapitán "Sparks" Johnson
- John Pennell jako Kapitán Lucas
- Robert Miano jako Generál William Jacobs
- Yvonne Zima jako Nicole Holloway
- Kylie Bax jako Jessica Holloway
- Jody Jones jako Seržant McGarry
- Robert Glen Keith jako Seržant Trey Stanley
- Tony Hickox jako agent FBI Load
- Kimberley Davies jako agent FBI Lock
- Rudy Mettia jako člen komanda
- Burt Goodman jako stařík
- Richard Bjork jako Bubba Pickles
- Andreea Radutoiu jako Havens
- Phil Culotta jako člen komanda
- Mark Delasandro jako člen komanda